# جونی لورون
جونی لورون (اسپانیایی: Johnny Leverón‎؛ زادهٔ ۷ فوریهٔ ۱۹۹۰) بازیکن فوتبال اهل هندوراس است.
از باشگاه‌هایی که در آن بازی کرده است می‌توان به باشگاه فوتبال موتاگوا و باشگاه فوتبال ونکوور وایتکپس اشاره کرد.
وی همچنین در تیم‌های ملی فوتبال زیر ۲۰ سال هندوراس و هندوراس بازی کرده است.